# Willingham St. Mary
Willingham St. Mary är en by och en civil parish i distriktet East Suffolk i grevskapet Suffolk i England. Orten har 155 invånare (2001).